# جيرالد ديفيز (لاعب اتحاد الرغبي)
جيرالد ديفيز (بالإنجليزية: Gerald Davies)‏ هو صحفي بريطاني، ولد في 7 فبراير 1945 في Llansaint ‏ في المملكة المتحدة.

## وصلات خارجية
- جيرالد ديفيز عل موقع إسبنسكروم (الإنجليزية)